# Casa damunt el carrer de la Verdura
La Casa damunt el carrer de la Verdura és una obra de Valls (Alt Camp) protegida com a Bé Cultural d'Interès Local.

## Descripció
Edifici situat en la cantonada entre el carrer Verdura i el carrer Espardenyers. Construcció de quatre altures, planta i tres pisos, tot o que la casa-pont només compta els tres pisos superiors, perquè la planta baxia fa funció de pas de carrer. El pas del carrer de la Verdura per sota de la casa està cobert per un envigat de fusta, delimitat a cada extrem de la casa-pont per un arc rebaixat. La construcció de sobre és la típica obra popular amb balconeres de pedra i baranes de ferro forjat.

## Història
Es té constància de l'existència d'una casa-pont al començament de l'actual carrer de la Verdura des de les darreres dècades del segle xiv, quan aquesta via pública ja servia per accedir a la plaça de l'Oli. En aquells anys,la casa-pont del carrer de la Verdura es coneixia amb el nom de “Voltes d'en Sedó”, que en els últims anys del segle xiv i els primers del XV passà a denominar-se “Voltes de Na Mira”, i posteriorment “Voltes de Na Marquesa”.